# Munterville
Munterville (tidigare New Sweden, Bergholm på svenska) är en ort grundad av svenskar i Wapello County, Iowa, USA. Munterville var en av de första svenska kolonierna i USA.

## Historia
1 maj 1843 hade hundratals män slagit läger vid den västra gränsen till Jefferson County, Iowa, då Sac- och Fox-indianerna skulle sälja marken till USA, av syfte att i efterhand kunna sälja den vidare till nybyggare. Det var denna mark som sedan skulle säljas till svenskarna.
Det nya countyt fick heta Wapello County, efter Fox-hövdingen Wa Pe La, som hade dött året innan. De första svenskarna som kom till Wapello County åkte först med briggen Superb år 1845. De åkte i mitten av juli, och kom till USA i augusti. De tog tåget till Philadelphia, och sedan båt från Ohio och Mississippi till Pittsburgh. Marken såldes sedan till Iowas första svenska invandrare år 1845. Marken kostade 1,25 cent (ungefär $42 år 2019) per acre, alla männen köpte 40 acres var. När männen hade köpt sin mark gick de 15 mil genom vildmarken till Ohio och Mississippi för att hämta sina familjer. Familjerna hyrde häst och vagn för att kunna förflytta ägodelar till det nygrundade New Sweden. När de kom fram övernattade de i en timmerkoja utan tak, vilket blev deras första gemensamma bostad.